# Từ Quang Khải
Từ Quang Khải (徐光啓, 24 tháng 4 năm 1562 – 8 tháng 11 năm 1633) là một nhà nông học, thiên văn học, toán học, tác gia, và là một đại quan thời Nhà Minh. Là người cộng tác với các nhà truyền giáo Dòng Tên người Ý Matteo Ricci và Sabatino de Ursis,  ông đã giúp họ dịch nhiều tác phẩm cổ điển phương Tây sang tiếng Trung Quốc, trong đó có cuốn Kỷ hà nguyên bản (Cơ sở hình học) của Euclid. Ông cũng là người viết một tác phẩm lớn về nông nghiệp là Nông chính toàn thư. Là một người nhiệt thành cải sang Công giáo, ông được coi là một trong ba trụ cột của Công giáo Trung Quốc (Thánh giáo Tam Trụ thạch).  Ngày 15 tháng 4 năm 2011, phát ngôn viên Tòa Thánh Federico Lombardi thông báo tiến trình tuyên chân phước cho Từ Quang Khải đã được mở. Ông hiện được công nhận là một Tôi tớ Chúa.